# Лекарпентье, Полин
Полин Лекарпентье (фр. Pauline Lecarpentier; род. 25 мая 1997, Булонь-сюр-Мер) — французская спортсменка, борец вольного стиля, трёхкратный призёр чемпионатов Европы. Чемпионка Средиземноморских игр 2022 года.

## Биография
Родилась в 1997 году во Франции. В 2018 году Лекарпентье заняла 4-е место в соревнованиях по вольной борьбе среди женщин в весовой категории до 68 кг на Средиземноморских играх, проходивших в Таррагоне.
На чемпионате Европы 2022 года в Будапеште в весовой категории до 68 кг стала обладательницей серебряной медали. В финале уступила спортсменке из Молдовы Ирине Рынгач. На Средиземноморских играх 2022 года в Алжире в категории до 68 кг стала чемпионкой. В финале одолела соперницу из Турции Бусе Тосун.
В 2023 году завоевала бронзовую медаль в весовой категории до 72 кг на чемпионате Европы 2023 года, проходившем в Загребе.
В апреле 2025 года на чемпионате Европы в Братиславе в весовой категории до 72 кг завоевала бронзовую медаль. В схватке за третье место победила соперницу из России Ксению Буракову.